# Sebastian Lubomirski (zm. 1613)
Sebastian Lubomirski herbu Szreniawa bez Krzyża (ur. ok. 1546, zm. 22 czerwca 1613 w Dobczycach) – kasztelan wojnicki w latach 1603–1613, kasztelan biecki w latach 1598–1603, kasztelan małogoski w 1591 roku, burgrabia krakowski w latach 1584–1591, żupnik krakowski w latach 1581–1591, starosta dobczycki w latach 1585–1613, starosta sądecki w latach 1590–1597, starosta spiski w 1591 roku, starosta lipnicki w latach 1591–1594, starosta tymbarski w latach 1599–1606, starosta sandomierski w 1612 roku, 
Twórca znaczenia rodu Lubomirskich. Pierwszy w rodzie senator Rzeczypospolitej.
Był synem Stanisława Lubomirskiego i Barbary z Hruszowskich, bratankiem Sebastiana Lubomirskiego, starosty sanockiego. Skoligacił się z najważniejszymi rodami Rzeczypospolitej. Zebrał ogromny majątek, kupił Wiśnicz od Kmitów. W 1595 roku otrzymał tytuł hrabiego Świętego Imperium Rzymskiego (S.I.R.).
W 1589 roku był sygnatariuszem ratyfikacji traktatu bytomsko-będzińskiego na sejmie pacyfikacyjnym.
Poseł na sejm 1590 roku, sejm nadzwyczajny 1613 roku z województwa krakowskiego.
Był jednym z fundatorów klasztoru kamedułów na Bielanach pod Krakowem.
W 1611 jego córka Barbara wyszła za Jana Zebrzydowskiego, których ślub odbył się na przebudowanym przez Sebastiana Lubomirskiego na renesansową rezydencję zamku w Dobczycach.
W 1619 jego córka Krystyna wyszła za mąż za hetmana polnego Stanisława Koniecpolskiego.